# احیاء علوم‌الدین

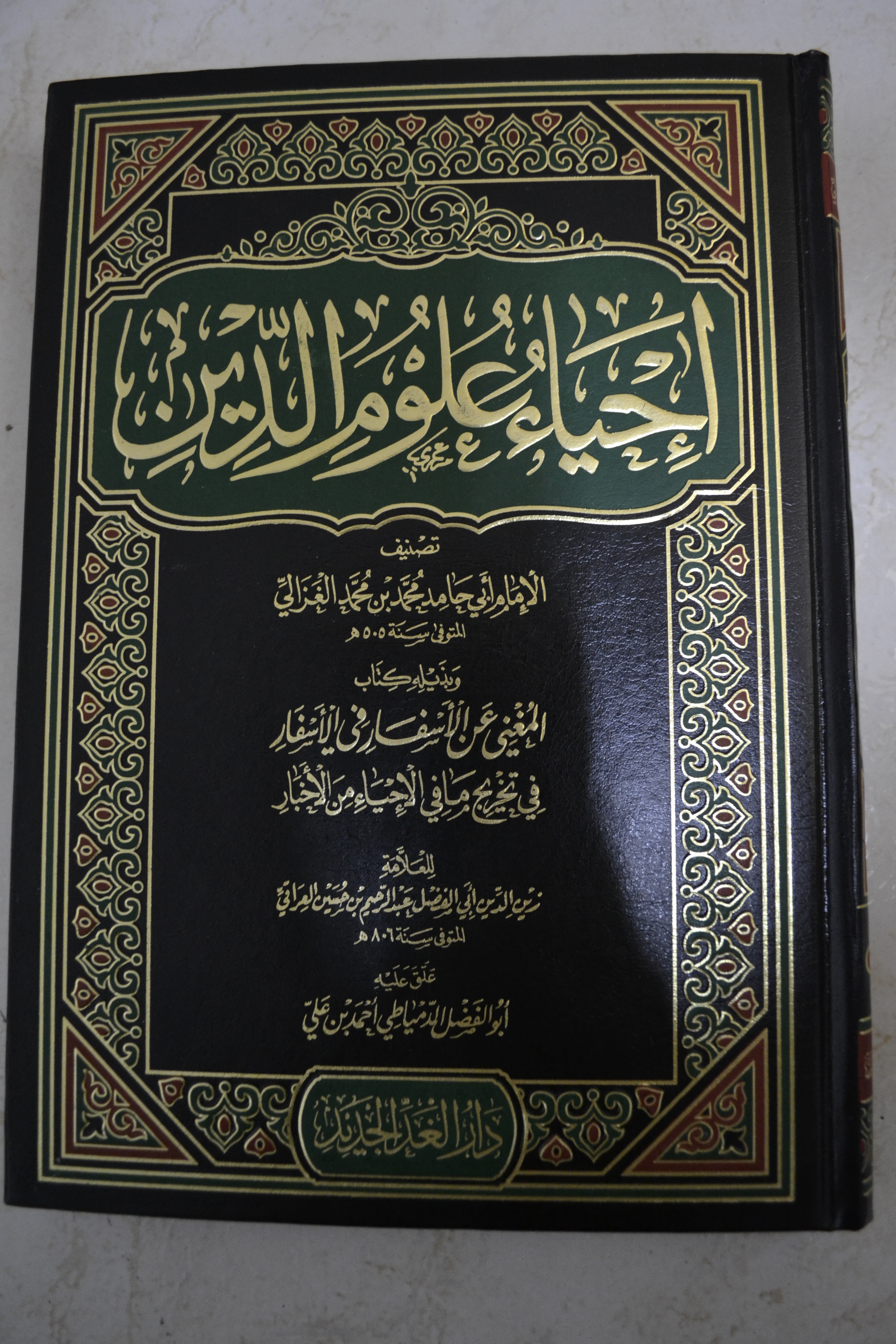
احیاء علوم‌الدین

کتاب احیاء علوم‌الدین مشهور به احیاء العلوم از آثار شناخته‌شدهٔ ابوحامد محمد غزالی است که به زبان عربی نوشته شده. این کتاب که محتوای دینی، اخلاقی و عرفانی دارد همواره مورد توجه عالمان شیعه و سنی بوده‌است.
غزالی احیاء علوم الدین را پس از کناره‌گیری از تدریس در مدرسهٔ نظامیه و در دوره‌ای که در شام و قدس و حجاز اقامت داشت نوشته‌است (حدود سال ۴۹۲ هجری قمری).

## انگیزه تالیف از زبان غزالی
"به تحقیق می دانم و سوگند بر زبان می رانم که اصرار تو بر انکار حقیقت دین موجبی نیست، مگر آن بیماری که بسیاری از مردمان این روزگار را دامن گیر شده و جمهور خلق بدان مفتون گشته‌اند. سپردن راه آخرت با نشیب و فرازش در غایت دشواری است، زیرا راهبران جهان آخرت عالمانی توانند بود که وارثان پیامبران باشند، عالمانی که اکنون روزگار از وجودشان خالی گشته و جایشان عالمانی جای گرفته اند که معروف را منکر و منکر را معروف می شمارند. بدین سبب علم دین مندرس شده و آثار یقین ناپیدا گشته است."

## موافقان و مخالفان
- در طول تاریخ اسلام کمتر کتابی به اندازه احیاء امام محمد غزالی مورد قبول و در عین حال انکار مسلمانان قرار گرفته‌است، زیرا این کتاب در زمان حیات مولفش در شرق و غرب جهان اسلام از خراسان تا اندلس منتشر شده و از سوی موافقان و مخالفان مورد ستایش و نکوهش بسیار قرار گرفته‌است. اهمیت کتاب احیاء به حدی است که حتی گفته می‌شود الهام بخش مولانا جلال الدین در سرودن مثنوی معنوی بوده‌است.
- به روزگار فرمان روایی علی بن یوسف بن تاشفین (حدود ۵۰۲ هجری قمری) این کتاب به مغرب و اندلس رسید و با مخالفت و در عین حال جانبداری گروهی از فقهای آن سرزمین مواجه گردید. مخالفان تمام نسخه‌های کتاب را گِرد آوردند و در صحن مسجد قرطبه انباشتند و آتش زدند.[۲]

## موضوع و عناوین
- فصل اول (ربع عبادات): این فصل در رابطه با پرستش و نماز، اسرار الزکات، روزه، حج، آداب تلاوت قرآن، اذکار و دعوات و کتاب ترتیب الاوراد است.
- فصل دوم (ربع عادات): در رابطه با آداب و رسوم اجتماعی از قبیل آداب خوردن، کسب و کار، حلال و حرام، نکاح، آداب برادری و اخوت، عزلت، سفر، امر به معروف و نهی از منکر، آداب السماع و الوجد، معیشت و اخلاق النبوه.
- فصل سوم (ربع مُهلکات): کتاب شرح عجائب قلب، ریاضت نفس، شهوت‌ها، آفات زبان، در مذمت غضب و حِقد و حسد، مذمت دنیا، مذمت بخل و حب مال، مذمت جاه و ریاء، مذمت کبر و عُجب و غرور.
- فصل چهارم (ربع مُنجیات؛ آنچه مایه رستگاری است): کتاب توبه، صبر و شکر، خوف و رجاء، فقر و زهد، توحید و توکل، محبت و شوق و انس و رضا، نیت و اخلاص و صدق، مراقبه و محاسبه، کتاب الفکر، کتاب ذکر الموت و مابعده.

برای مشاهده شرح موضوع کتاب به انگلیسی که بر اساس نوشته W. Montgomery Watt آورده شده است، به پیوند به بیرون در آدرس زیر مراجعه شود.

## شرح و خلاصه نویسی
بزرگ‌ترین شرحی که بر احیاء نوشته شده اثر زبیدی است که بیش از سه بار در کشورهای عربی زبان چاپ شده‌است. همچنین کتاب هشت جلدی معروف احیاء الاحیاء یا تهذیب الاحیاء (با نام کامل المحجه البیضاء فی احیاء الاحیاء) به همت فقیه شیعه اثناعشری، ملامحسن فیض کاشانی در قرن یازدهم هجری قمری نوشته شده‌است. ملا محسن فیض کاشانی که محدث، عارف و فیلسوف شیعی است در نیمه دوم سده یازدهم هجری احیاء علوم‌الدین را بازنویسی کرده و در تفسیر خود احادیث شیعه را برای مطالب مرتبط با بحث می‌آورد. کتاب وی بارها در ایران و عراق و لبنان به طبع رسیده‌است.
کتاب کیمیای سعادت خلاصه‌ای از احیاء است که غزالی آن را در اواخر قرن پنجم هجری قمری نوشته است.

## ترجمه فارسی
ترجمه فارسی کتاب احیاء که کهن‌ترین ترجمه این کتاب است، به نام کتاب احیای علوم دین، و توسط مؤیدالدین محمد خوارزمی در حدود ۱۵۰ سال پس از تاَلیف یعنی در سال ۶۲۰ هجری قمری در دهلی انجام شده‌است. بنا به گفته خودش او سال‌ها کتاب احیاء را به شاگردانش در لاهور و دهلی درس می داده است.